# 檳榔西施

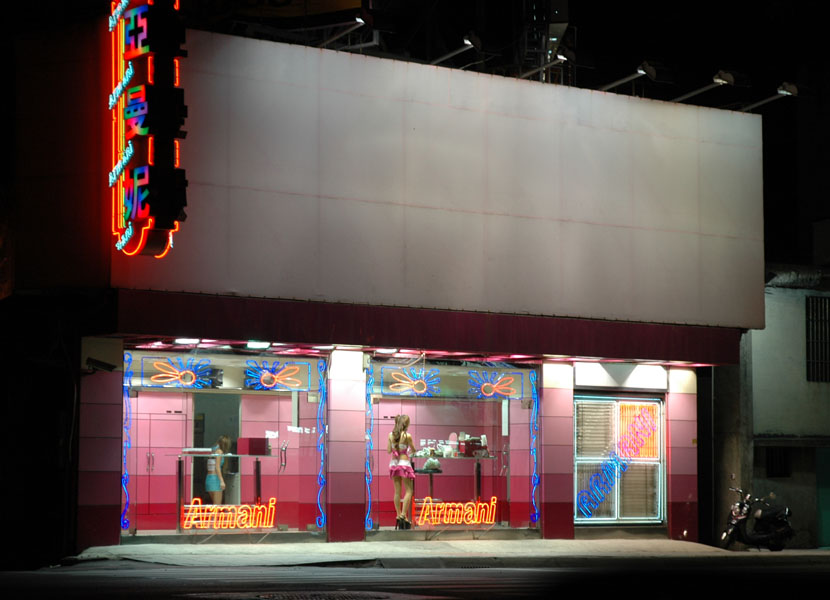
高速道路との交差点近くのメインストリート沿いにある、豪華に装飾された檳榔売店

檳榔西施（びんろうせいし、ビンロウシースー、英語: Betel Nut Beauty,中国語: 檳榔西施,拼音: bīnláng xīshī,白話字:pin-nn̂g se-si）は、檳榔やたばこを売る若い女性を指し、台湾の路上でしばしば見かけた日常風景である。彼女らは、外からはっきりと明るく見えるガラスの囲いから肌を露出させた服装を着て、物を販売している。檳榔西施という中国風の名前は、中国の春秋時代に絶世の美女として存在した、西施にあやかっている。檳榔はアジア太平洋地域に生息しているにもかかわらず、このようなセクシーな檳榔売りの女性は台湾に限定して見られる。
檳榔西施の発祥は、1960年代に台湾・南投県国姓郷にある雙冬檳榔店の開店に当たって、グラマーな女性で結成された"雙冬少女団"であるとされる。この店の経営戦略が成功した事によって、ライバル店も隻冬檳榔店の服装を真似るようになり、20世紀の終わりになると、檳榔西施と彼女達がいるネオンサインで彩られた店は、台湾の各都市や郡村のトレードマークとなっていった。店は都市部、郊外、田舎に関係なく見られる。
台湾の文化におけるアイドルとして、檳榔西施は度々芸術や映画に登場する。2001年には『Betelnut Beauty』（愛你愛我, "Love you, love me"の意）という題の映画が製作・上映され、2007年の映画『幫幫我愛神』（英語名: Help Me Eros）では、檳榔西施の肉体に対して際どい描写がなされた。

## 社会問題

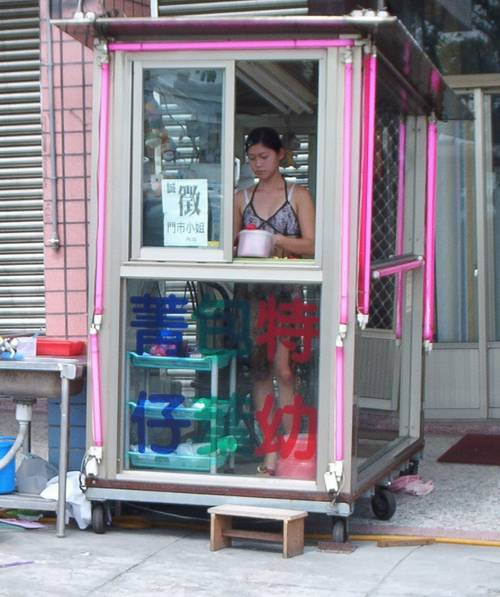
檳榔西施の若い女性

檳榔西施をとりまく議論として、以下の2つの問題点が集中的に取り上げられる。
1. 公の場で、露出度の高い服装を着る事の正当性
2. 彼女らの服装が、経営者による搾取の犠牲と見なされる点

檳榔西施は台湾の社会において、農家や労働者階級出身であることが多い。この事が、彼女の露出度の高い服装を資本家階級による搾取の印としてみなされているという批判を招いている。台湾中央大学で性差について研究している何春蕤教授のように、若い女性が自信を必要とするマーケティングの技術を磨く事によって、経済的により良い状態になる数少ない機会として、檳榔西施を自己実現の場として見なす研究者もいる。
また、風紀上の問題から2002年に規制法が制定され、台北市内から規制が始まり、桃園県もこれに追従した。以降、台中市、台南市、高雄市など大都市では姿を消した。依然として高速道路のインターチェンジ付近や、地方では道端に立つ檳榔西施が見られるが、過激な服装は影を潜めるようになった。